# Baronía de Algar del Campo
La baronía de Algar del Campo es un título nobiliario español creado por el rey Alfonso XIII en favor de Pedro López de Carrizosa y Giles, hijo de los marqueses de Pavón, mediante real decreto del 15 de enero de 1907 y despacho expedido el 26 de octubre del mismo año.

## Barones de Algar del Campo
|                           | Titular                                     | Periodo                   |
| Creación por Alfonso XIII | Creación por Alfonso XIII                   | Creación por Alfonso XIII |
| ------------------------- | ------------------------------------------- | ------------------------- |
| I                         | Pedro López de Carrizosa y Giles            | 1907-1931                 |
| II                        | Pedro López de Carrizosa y Eizaguirre       | 1931-2009                 |
| III                       | María de la Paz López de Carrizosa y Víctor | 2009-hoy                  |

## Historia de los barones de Algar del Campo
- Pedro López de Carrizosa y Giles, I barón de Algar del Campo, caballero de la Real Maestranza de Ronda.[1]

Casó con Josefa de Eizaguirre y Dasqui-Leguía. El 13 de abril de 1931 le sucedió su hijo:
- Pedro López de Carrizosa y Eizaguirre (Jerez de la Frontera, 28 de julio de 1914-27 de noviembre de 1976), II barón de Algar del Campo, caballero de la Real Maestranza de Ronda, Cruz de Guerra, Cruz Roja y Medalla de la Campaña.[2]

Casó con María Elisa Víctor Sánchez-Romate (1921-1999). El 20 de julio de 1979, tras solicitud cursada el 20 de septiembre de 1978 (BOE del 3 de octubre) y orden del 28 de noviembre del mismo año para que expida la correspondiente carta de sucesión (BOE del 1 de enero de 1979), le sucedió su hija:
- María de la Paz López de Carrizosa y Víctor (n. Jerez de la Frontera, 3 de julio de 1945), III baronesa de Algar del Campo.[2]